# Circonscription de Lyne

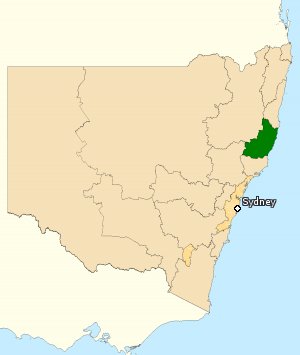
La circonscription de Lyne (en vert) en Nouvelle-Galles du Sud.

La circonscription de Lyne (en anglais : Division of Lyne) est une circonscription électorale australienne située dans l'État de Nouvelle-Galles du Sud. 

## Territoire
Elle se trouve sur la Mid North Coast et comprend les zones d'administration locale de Dungog et Mid-Coast, ainsi qu'une partie de celle de Port Macquarie-Hastings. Les principales villes de la circonscription sont Forster, Laurieton, Taree, Wauchope et Wingham, ainsi qu'une partie de Port Macquarie.

## Histoire
Elle a été créée en 1949 et porte le nom de William Lyne, un ancien premier ministre de Nouvelle-Galles du Sud et qui fut pressenti pour être le premier premier ministre d'Australie. Elle a toujours élu jusqu'en 2008 un candidat du Country Party ou de son successeur, le Parti national. Lorsque son député, Mark Vaile, un ancien vice-premier ministre et chef du Parti national a démissionné, elle a choisi un candidat indépendant.

## Députés
| Nom             | Parti             | Période de mandat |
| --------------- | ----------------- | ----------------- |
| James Eggins    | Country           | 1949–1952         |
| Philip Lucock   | Country, National | 1952–1980         |
| Bruce Cowan     | National          | 1980–1993         |
| Mark Vaile      | National          | 1993–2008         |
| Rob Oakeshott   | Sans étiquette    | 2008–2013         |
| David Gillespie | National          | 2013-en cours     |